# Еллентон (Джорджія)
Еллентон (англ. Ellenton) — місто (англ. town) в США, в окрузі Колквіт штату Джорджія. Населення — 210 осіб (2020).

## Географія
Еллентон розташований за координатами 31°10′36″ пн. ш. 83°35′13″ зх. д. / 31.17667° пн. ш. 83.58694° зх. д. (31.176703, -83.587067).  За даними Бюро перепису населення США в 2010 році місто мало площу 2,06 км², з яких 2,05 км² — суходіл та 0,01 км² — водойми.

## Демографія
Згідно з переписом 2010 року, у місті мешкала 281 особа в 107 домогосподарствах у складі 73 родин. Густота населення становила 136 осіб/км².  Було 120 помешкань (58/км²).
Расовий склад населення:
| - 74,4 % — білих - 14,6 % — чорних або афроамериканців - 0,7 % — азіатів - 7,8 % — осіб інших рас |

До двох чи більше рас належало 2,5 %. Частка іспаномовних становила 19,6 % від усіх жителів.
За віковим діапазоном населення розподілялося таким чином: 24,2 % — особи молодші 18 років, 61,2 % — особи у віці 18—64 років, 14,6 % — особи у віці 65 років та старші. Медіана віку мешканця становила 39,3 року. На 100 осіб жіночої статі у місті припадало 93,8 чоловіків;  на 100 жінок у віці від 18 років та старших — 88,5 чоловіків також старших 18 років.
Середній дохід на одне домашнє господарство  становив 29 624 долари США (медіана — 16 667), а середній дохід на одну сім'ю — 51 337 доларів (медіана — 50 750). За межею бідності перебувало 28,7 % осіб, у тому числі 0,0 % дітей у віці до 18 років та 23,4 % осіб у віці 65 років та старших.
Цивільне працевлаштоване населення становило 35 осіб. Основні галузі зайнятості: освіта, охорона здоров'я та соціальна допомога — 28,6 %, виробництво — 22,9 %, інформація — 14,3 %, будівництво — 8,6 %.